# Mahmoud Darwish
Mahmoud Darwish (Arabisch: محمود درويش) (Al-Birwa, Palestina, 13 maart 1941 – Houston (Texas), 9 augustus 2008) was een Palestijns dichter en schrijver die talrijke onderscheidingen kreeg voor zijn literair oeuvre. In zijn werk werd Palestina een metafoor voor het verlies van zijn land, de geboorte en de heropstanding, de pijn van de verdrijving en de Palestijnse diaspora. Dichter Naomi Shihab Nye schreef over het werk van Darwish: "Darwish is de levensadem van het Palestijnse volk, de welsprekende getuige van ballingschap en ergens thuishoren..." In 2004 ontving Darwish de Grote Prins Claus Prijs voor zijn oeuvre. Zijn werk werd in meer dan twintig talen vertaald.

## Biografie
Darwish werd geboren in Al-Birwa, een dorp in Galilea, ten oosten van de havenstad Akko. Hij was het tweede kind van Salim en Houreyyah Darwish. Zijn vader, moslim, was landeigenaar. Zijn moeder was analfabete, zijn grootvader leerde hem lezen. Tijdens de Arabisch-Israëlische Oorlog van 1948 werd hun dorp vernietigd en vluchtte de familie naar Libanon. Een jaar later keerden ze terug naar de omgeving van Akko, dat nu in Israël lag, en vestigden ze zich in Deir Al Asad. Darwish bezocht de middelbare school in Kafr Yasif. Daarna verhuisde hij naar Haifa. Hij publiceerde zijn eerste gedichtenbundel Asafir Bila Ajniha op negentienjarige leeftijd. In 1970 vertrok hij naar de Sovjet-Unie. Hij studeerde daar een jaar aan de Universiteit van Moskou, waarna hij naar Egypte en Libanon verhuisde. Toen Darwish in 1973 lid werd van de Palestijnse Bevrijdingsorganisatie PLO, werd hem de toegang tot Israël ontzegd. In 1995 kreeg hij toestemming om er de begrafenis bij te wonen van zijn vriend Emile Habibi. Daarna kreeg hij van de Israëlische overheid de toestemming om te blijven. Hij ging toen in Ramallah op de Westelijke Jordaanoever wonen. Darwish is tweemaal gehuwd en gescheiden. Zijn eerste echtgenote was de schrijfster Rana Kabbani. In 1985 trouwde hij met de Egyptische tolk Hayat Heeni. Hij heeft geen kinderen. Darwish was hartpatiënt en na een hartaanval in 1984 werd hij geopereerd. In 1998 moest nogmaals operatief ingegrepen worden.

## Literaire carrière
Darwish publiceerde meer dan dertig gedichtenbundels en acht prozawerken. Hij was uitgever van de bladen Al Jadid, Al Fajr, Shu'un Filistiniyya en Al Karmel (1981). Hij kreeg internationale erkenning voor zijn poëzie, waarin zijn liefde voor Palestina centraal stond. Zijn werk kreeg talrijke onderscheidingen en werd vertaald in twintig talen.
In 1964 schreef hij zijn bekende gedicht 'Identiteitskaart': 

Noteer! 

Ik ben een Arabier 

En mijn pasnummer is nummer vijftigduizend 

Ik heb acht kinderen 

Het negende zal er komen na deze zomer 

Ergert je dat?
Noteer! 

Ik ben een Arabier 

Ik draag een gewone naam zonder titel 

Lijdzaam in een land 

Waar het volk vaak uitbarst in woede.
Darwish schreef in het Arabisch en sprak ook Engels, Frans en Hebreeuws. Hij noemde Rimbaud en Ginsberg als zijn literaire voorbeelden.[3] Darwish bewonderde de Hebreeuwse dichter Yehuda Amichai, maar omschreef diens poëzie als een "uitdaging aan mij, omdat we over dezelfde plaatsen schrijven. Hij wil het landschap en de geschiedenis voor zichzelf gebruiken, die gebaseerd zijn op mijn vernietigde identiteit. Daarom houden we een wedstrijd: wie bezit de taal van dit land? Wie houdt er het meest van? Wie beschrijft het beter?"[3]
In maart 2000 stelde de toenmalige Israëlische minister van onderwijs Yossi Sarid voor om enkele gedichten van Darwish op te nemen in de leerstof van het Israëlische hoger onderwijs. Premier Ehud Barak verwierp dit voorstel omdat Israël er "nog niet klaar" voor zou zijn.

## Politiek activisme

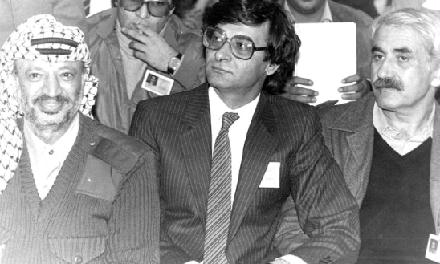
Mahmoud Darwish tussen Yasser Arafat (links) en George Habash.

Darwish was voordat hij zich in Beiroet aansloot bij de PLO, lid van Rakah, de Israëlische communistische partij. Hij is herhaaldelijk gearresteerd en gevangengenomen door Israël omdat hij Haifa zonder vergunning had verlaten. In 1970 vertrok hij naar Moskou en werd zijn Israëlische staatsburgerschap ingetrokken. In 1971 verhuisde hij naar Caïro waar hij werkte voor het dagblad Al Ahram. In Beiroet in 1973, gaf hij het maandblad Shu'un Filistiniyya (Palestijnse Zaken) uit en werkte als directeur van het Palestinian Research Center van de PLO. Bij het uitbreken van de Libanese Burgeroorlog schreef Darwish de politieke gedichten Qasidat Bayrut (1982) en Madih al-zill al'ali(1983). Darwish werd in 1987 gekozen in de leiding van de PLO. In 1988 schreef hij een manifest dat was bedoeld als de onafhankelijkheidsverklaring van het Palestijnse volk. In 1993, na het afsluiten van de Oslo-akkoorden, nam hij ontslag uit het Uitvoerend Comité van de PLO. In 2004 schreef hij de nationale grafrede voor de overleden leider Yasser Arafat.
In 1988 werd een van zijn gedichten, Passers Between the Passing Words, geciteerd in de Knesset, het Israëlische parlement. Hij werd ervan beschuldigd te eisen dat de Joden Israël zouden verlaten, alhoewel hij stelde dat hij de Westelijke Jordaanoever en Gaza bedoeld had: "Vertrek dus van ons land/ Onze kust, onze zee/ Onze tarwe, ons zout, onze wond."
Darwish stond steeds een "gedurfd en eerlijk" standpunt voor in de onderhandelingen met Israël. Ondanks zijn kritiek op zowel Israël als op de Palestijnse leiding geloofde Darwish dat vrede haalbaar was. "Ik wanhoop niet", vertelde hij tegenover de Israëlische krant Haaretz. "Ik heb geduld omdat ik wacht op een grondige verandering in het bewustzijn van de Israëliërs. De Arabieren zijn al bereid om een sterk Israël met nucleaire wapens te accepteren - het enige wat het moet doen is de poorten van haar vesting openen en vrede maken".

## Op muziek gezet
Verschillende gedichten van Darwish zijn op muziek gezet: 'Rita', 'Vogels Van Galilea' en 'Ik Verlang Naar Mijn Moeders' Brood'. Zo kwamen ze in het collectieve geheugen van minstens twee generaties Arabieren, met name door opnamen van Marcel Khalife, Majida el Roumi en Ahmed Qa'abour. In de jaren 80 nam de groep Sabreen, Arabische Israëli's, een album op met daarin versies van de gedichten 'On Man' en 'On Wishes'.
Khalife werd beschuldigd van godslastering en belediging van religieuze waarden wegens een lied met als titel 'O vader, Ik Ben Yusuf', gebaseerd op regels van Darwish, die citeerde uit de Koran. In dit gedicht deelt Darwish het verdriet van Yusuf (of Jozef) die werd verstoten door zijn broers, die angst voor hem hadden omdat hij te mooi en te aardig was. "O Vader, ik ben Yusuf/ O Vader, mijn broers houden niet van me noch willen ze me in hun midden." De geschiedenis van Jozef is hier een metafoor voor de afwijzing van de Palestijnen.
Tamar Muskal, een Israëlisch-Amerikaanse componiste, betrok Darwish' gedicht 'I Am From There' in haar stuk 'The Yellow Wind' voor orkest, Arabische fluit, Arabische en Israëlische poëzie met thema's van het boek 'The Yellow Wind' van David Grossman.

## Gewonnen prijzen
- De Lotusprijs (1969; van de Unie van Afro-Aziatische Schrijvers)
- De Lenin Vredesprijs (1983; van de Sovjet-Unie)
- Ridder in de Orde van Kunsten en Letteren (1993; van Frankrijk)
- De Lannan Foundation prijs voor Culturele Vrijheid (2001)
- Grote Prins Claus Prijs - Prins Claus Fonds (2004)
- "Bosnische stećak" (2007)
- Gouden Krans van de Struga Poëzie Avonden (2007)

## Dood
Darwish overleed op 9 augustus 2008 op zevenenzestigjarige leeftijd in Houston. Na zijn dood kondigde de Palestijnse president Mahmoud Abbas drie dagen van nationale rouw af.
Op 13 augustus 2008 werd Darwish begraven in Ramallah. Zijn begrafenis werd bijgewoond door duizenden personen.

## Poëzie

### In het Nederlands vertaald
- Staat van beleg [Halat Hissar]. Breda, De Geus, 2008.
- Waarom heb je het paard alleen gelaten. Maassluis, Uitgeverij De Brouwerij, juni 2009
- Het vlindereffect, Vertaling Richard van Leeuwen, Amsterdam: Uitgeverij Jurgen Maas, 2025.

### In het Arabisch
- Asafir bila ajniha (Wingless birds), 1960
- Awraq Al-Zaytun (Leaves of olives), 1964
- Ashiq min filastin (A lover from Palestine), 1966
- Akhir al-layl (The end of the night), 1967
- Yawmiyyat jurh filastini (Diary of a Palestinian wound), 1969
- Habibati tanhad min nawmiha (My beloved awakens), 1969
- al-Kitabah 'ala dhaw'e al-bonduqiyah (Writing in the light of the gun), 1970
- al-'Asafir tamut fi al-jalil (Birds are Dying in Galilee), 1970
- Mahmoud Darwish works, 1971. Two volumes
- Mattar na'em fi kharif ba'eed (Light rain in a distant autumn) 1971
- Uhibbuki aw la uhibbuki (I love you, I love you not), 1972
- Jondiyyun yahlum bi-al-zanabiq al-baidaa' (A soldier dreaming of white lilies), 1973
- Complete Works, 1973. Now al-A'amal al-jadida (2004) and al-A'amal al-oula (2005).
- Muhawalah raqm 7 (Attempt number 7), 1974
- Tilka suratuha wa-hadha intihar al-ashiq (That's her image, and that's the suicide of her lover), 1975
- Ahmad al-za'tar, 1976
- A'ras (Weddings), 1977
- al-Nasheed al-jasadi (The music of human flesh), 1980. Joint work
- Qasidat Bayrut (Ode to Beirut), 1982
- Madih al-zill al-'ali (A eulogy for the tall shadow), 1983
- Hissar li-mada'eh al-bahr, 1984
- Victims of a Map, 1984. Joint work with Samih al-Qasim and Adonis in English.
- Sand and Other Poems, 1986
- Hiya ughniyah, hiya ughniyah (It's a song, it's a song), 1985
- Ward aqal (Fewer roses), 1985
- Ma'asat al-narjis, malhat al-fidda (Tragedy of daffodils, comedy of silver), 1989
- Ara ma oreed (I see what I want), 1990
- Ahad 'asher kaukaban (Eleven planets), 1992
- Limaza tarakt al-hissan wahidan (Why did you leave the horse alone?), 1995. English translation 2006 by Jeffrey Sacks (ISBN 0976395010)
- Psalms, 1995. A selection from Uhibbuki aw la uhibbuki, translation by Ben Bennani
- Sareer El-Ghariba (Bed of a stranger), 1998
- Then Palestine, 1999 (with Larry Towell, photographer, and Rene Backmann)
- Jidariyya (Mural), 2000
- The Adam of Two Edens: Selected Poems, 2001
- Halat Hissar (State of siege), 2002
- La ta'tazer 'amma fa'alt (Don't apologize for what you did), 2003
- Unfortunately, It Was Paradise: Selected Poems, 2003. Translations by Munir Akash, Caroyln Forché and others
- al-A'amal al-jadida (The new works), 2004. A selection of Darwish's recent works
- al-A'amal al-oula (The early works), 2005. Three volumes, a selection of Darwish's early works
- Ka-zahr el-lawz aw ab'ad (Same as almond flowers or farther), 2005

## Proza
- Shai'on 'an al-wattan (Something about the homeland), 1971
- Wada'an ayatuha al-harb, wada'an ayuha al-salaam (Farwell, war, farwell, peace), 1974
- Yawmiyyat al-hozn al-'aadi (Diary of the usual sadness), 1973
- Dhakirah li-al-nisyan (Memory for Forgetfulness), 1987. English translation 1995 by Ibrahim Muhawi
- Fi wasf halatina (Describing our condition), 1987
- al-Rasa'il (The Letters), 1990. Joint work with Samih al-Qasim
- Aabiroon fi kalamen 'aaber (Bypassers in bypassing words), 1991
- Fi hadrat al-ghiyab (In the presence of absence), 2006